# Santa Maria do Salto
Santa Maria do Salto è un comune del Brasile nello Stato del Minas Gerais, parte della mesoregione di Jequitinhonha e della microregione di Almenara.